# Якуб-бей Гермияноглу
Якуб-бей I Гермияноглу, Якуб бин Алишир бин Музаффердин бин Алишир (тур. Yakub bin Ali Şir bin Muzaffereddin bin Alişîr), Карманос Алисуриос (греч. Κάρμανος Αλισύριος;) умер после 1340 года — основатель бейлика Гермиян.  
Якуб-бей был одним из самых крупных малоазиатских эмиров своего времени, ему платил дань даже византийский император, а соседние бейлики находились в зависимости от Гермияна.

## Биография
Дата рождения Якуба неизвестна. Отцом его был, вероятно, Керимуддин Алишир, убитый монголами в Конье в 1264 году по жалобе сельджукского визиря Сулеймана Перване, а дедом - первый известный глава курдского племени гермиян, Музаффар ад-Дин бин Алишир, которого Гиясэддин Кейхосров II пригласил из района Малатьи в 1241 году и направил против Бабы Исхака.
Известно, что Якуб был эмиром на службе у сельджуков. Первое упоминание о Якубе относится к 1299/1300 году. В этом году он, отремонтировал мечеть Кызылбей в Анкаре, как гласит надпись на михрабе. Согласно этой надписи Якуб бин Алишир объявил себя вассалом Ала ад-Дина Кейкубада III. Якуб-бей, по-видимому, основал бейлик Гермиян (в 1299, в 1300/1302 году), а затем признал суверенитет ильханов. Распад центральной власти постепенно давал Якубу полную независимость.

### Осада Филадельфии
Якуб пытался заполучить Филадельфию. В 1304/6 году, с силой около 30 000 человек Якуб захватил её, но на помощь городу прибыли каталонцы Рожера де Флора, нанятые Андроником II. Якуб выступил им навстречу; по словам участника сражения, Рамона Мунтанера, войско турок состояло из 8000 кавалерии и 12 000 пехоты, после ожесточённой битвы он отступил к городу. Затем он провёл второе сражение, длившееся с раннего утра до вечера, но был побеждён и ранен, и вынужден сдать Филадельфию. Во время осады Филадельфии в армии Якуба были войска зятя бея Ментеше Саса-бея и Айдыноглу. После этих сражений осталось лишь 1000 всадников и 500 пехотинцев. Тем временем каталонцы захватили и город Кула. По словам Георгия Пахимера, потерпев поражение под Филадельфией, Якуб удалился в Аморий, назвав его столицей Гермияна. В 1314 году Якуб-бей заставил Филадельфию заплатить выкуп, который покрыл затраты на постройку в Кютахье медресе Ваджидие.

### Встреча с Арифом Челеби
Между 1312 и 1319 годами сын султана Валада, внук Джелаледдина Руми, Ариф Челеби  несколько раз посещал окружающие княжества с некоторыми из своих учеников и друзей. Посетил он Гермиян и Денизли. Якуб-бей узнал о визите Арифа Челеби в город, когда тот уже покинул его. По словам  Ахмеда Эфлаки (ум. 1360) Якуб был расстроен, он послал  к Арифу своего субаши, эмира Садеддина Мубарека, с извинениями, а затем, когда Ариф посетил Кютахью, Якуб-бей с дочерью пришёл к нему и стал его мюридом .

### Отношения с другими правителями
Эмират Айдын был образован военачальником Якуба-бея, который покорил земли в долине Меандра и на побережье Эгейского моря. Согласно историку Ахмеду Эфлаки (ум. 1360) Ариф Челеби, внук Джелаледдина Руми и сын султана Веледа, посетивший Бирги, называл правителя Айдына Мехмеда-бея субаши (офицером) Якуб-бея. В сообщении Эфлаки о визите Арифа Челеби в Ладик (Денизли) есть упоминание лагеря, который разбил Якуб районе базара Аламеддина в этом городе. Кёпрюлю истолковал это как то, что Инанчогуллары в Денизли подчинялись Якубу. С Османогуллары отношения были недружественными. Согласно османским хроникам, когда в 1313 году Осман-бей отправился на завоевание крепости Леблебичи (Леблюдже), то для защиты территории от Гермиянидов отправил своего сына Орхана вместе с Кёсе Михалем и Салтуком Алпом в Караджа-Хисар. Якуб-бей воспользовался этой ситуацией и напал на османские земли, он совершил налёт на город Караджа-Хисар и его рынок. Несмотря на стремление к независимости, Якуб признавал верховенство монголов, и, когда в 1314 году в Анатолию приехал эмир Чобан, Якуб-бей выразил покорность ильхану.

### Смерть
Дата смерти и место захоронения Якуба не известны, хотя Эвлия Челеби писал, что Якуб был похоронен на горе Хыдырлык в Кютахье. Данные о времени смерти противоречивы. И. Меликофф утверждала, что это произошло после 1320 года, а И. Узунчаршилы полагал, что он умер после 1327 года. Однако есть записи, что Якуб переписывался с Египтом в 1340 году.

## Значение и личность
Эмират Гермиян со столицей в Кутахье, согласно Никифору Григоре, занимал большую часть древней Фригии. Якуб-бей называл себя султаном Гермиян, его власть распространялась на регион Денизли-Ладик (которым управлял член его семьи) и на Карахисар (где эмиром был его зять). Согласно записям бейлику Гермиян принадлежали города Кютахья, Ушак, Гедиз, Армутлу, Селенди, Кула, Тонузлу, Симав, Хоназ, Эшме, Эгригоз, Дазкири, Шейхли и некоторые другие. Пахимер (1242 — около 1310) приписывал Гермияну владение городом Триполи на Мендересе (захваченный Якубом обманом в 1304/5 году). Завоевание областей Симав и Кула подтверждается надписью на медресе Якуба II в Кутахье.
В царствование Якуба I эмират Гермиян процветал. Он славился разведением лучших в Анатолии лошадей, ловких и быстрых, которых невозможно было опередить. Аль-Умари приписывал Якубу владение Гумуш-Шаром (не путать с одноимённым городом в северной Каппадокии), богатым серебром и глинозёмом, и Сиври-Коем, районом производства риса. Также эмират Якуба был известен как место производства отличных тканей, особенно, парчи. Благодаря реке Мендерес Якуб вёл активную торговлю, перевозя товары из внутренних районов Малой Азии до портов Эгейского моря.
Он был одним из самых могущественных анатолийских беев после Караманогуллары. Правители соседних эмиратов боялись Якуба, потому что он имел сильное войско. В первой четверти XIV века другие княжества в Западной Анатолии (Айдын, Ментеше, Сарухан) находились под влиянием бейлика Гермиян. Даже византийский император платил Якубу ежегодную дань в 100 000 золотых монет.
По словам современников, у Якуба-бея "всё было как у великих султанов — эмиры, визири, кади, казна и дворцы". Аль-Умари, который дал ценную информацию об Анатолии в первой половине XIV века, писал со слов шейха Хайдара Уриана и генуэзца Балабана (Доменико Дориа), что правитель Гермиян был самым крупным из турецких эмиров, что центр княжества, Кютахья, имела большой замок, вокруг неё были обильные поля и большие пастбища, и что княжество имело 700 поселений и много воинов. Хайдар Уриан утверждал, что в эмирате было 40000 всадников. Балабан же добавлял, что эмир мог бы вывести в поле во время войны 200 000 кавалерии и солдат пехоты, полностью экипированных.